# Batalha (tiểu vùng)
Batalha là một tiểu vùng thuộc bang Alagoas, Brasil. Tiều vùng này có diện tích 1798 km², dân số năm 2007 là 87780 người.